# Cypres

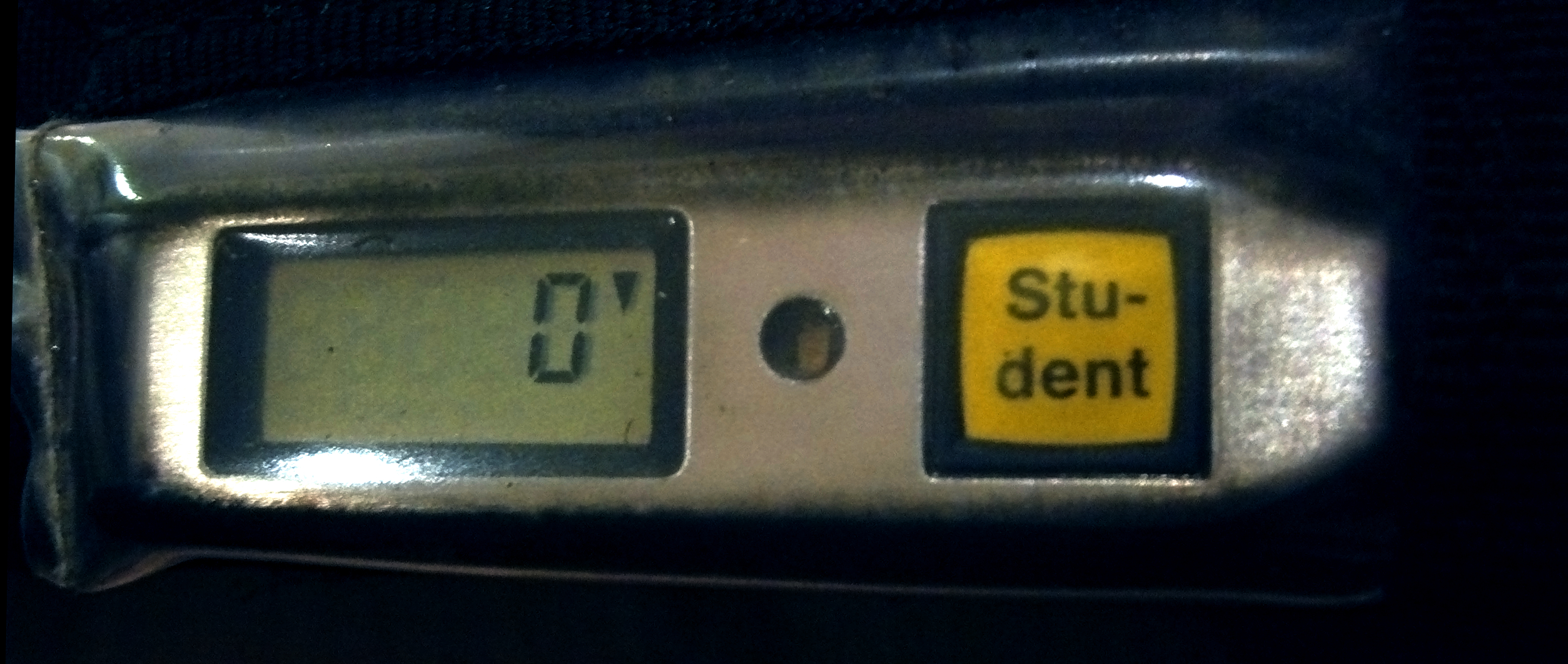
Panel de un Cypres II.

Cypres es un acrónimo para Cybernetic Parachute Release System (Sistema Cibernético de Apertura del Paracaídas). Es el nombre de un producto y modelo específico de un Dispositivo de Apertura Automática (en inglés, AAD, Automatic Activation Device).
La función de este dispositivo es desplegar un paracaídas (generalmente la reserva) bajo ciertas circunstancias. El Cypres trabaja a una altura determinada cuando la velocidad esta por encima de cierto rango previamente especificado. El fabricante de este dispositivo es la empresa Airtec.
El Cypres funciona cortando el "loop" que mantiene cerrada la reserva. Un pilotín de resorte salta del contenedor comenzando la secuencia de apertura del paracaídas de emergencia.
Existen 4 tipos de Cypres: Experto, Alumno, Tandem y "Speed". Las funcionalidades básicas son las mismas, lo único en lo que varia son en los parámetros de funcionamiento (altitud y velocidad), siendo estos optimizados para distintos tipos de paracaidismo.
Actualmente Airtec comercializa y model Multimode en el cual puedes seleccionar cualquiera de los cuatro tipos anteriormente enumerados.
Existe además un modelo específicamente diseñado para los saltadores de traje de alas o Wingsuit.